# Ataenius variopunctatus
Ataenius variopunctatus är en skalbaggsart som beskrevs av Schmidt 1922. Ataenius variopunctatus ingår i släktet Ataenius och familjen Aphodiidae. Inga underarter finns listade.